# Жултанці
Жултаньце (пол. Żółtańce) — село в Польщі, у гміні Холм Холмського повіту Люблінського воєводства. Населення — 296 осіб (2011).

## Історія
За даними етнографічної експедиції 1869—1870 років під керівництвом Павла Чубинського, у селі здебільшого проживали греко-католики, які розмовляли українською мовою.
У 1975—1998 роках село належало до Холмського воєводства.

## Демографія
Демографічна структура станом на 31 березня 2011 року:
|          | Загалом | Допрацездатний вік | Працездатний вік | Постпрацездатний вік |
| -------- | ------- | ------------------ | ---------------- | -------------------- |
| Чоловіки | 153     | 40                 | 101              | 12                   |
| Жінки    | 143     | 32                 | 90               | 21                   |
| Разом    | 296     | 72                 | 191              | 33                   |